# Эскорт для дам
«Эскорт для дам» (англ. The Walker) — драма 2007 года, режиссёром и сценаристом выступил Пол Шредер. В главных ролях снялись Вуди Харрельсон, Кристин Скотт Томас, Лорен Бэколл и Мэри Бет Херт. Независимый фильм и последняя часть в серии фильмов Шредера о «ночных работниках», начиная с «Таксиста», «Американского жиголо» и «Чуткого сна».

## Синопсис
Картер Пейдж III (Харрельсон) — представитель службы эскорта  — холостяк, который сопровождает чужих жён на светские мероприятия, в отсутствии их мужей. Одна из женщин, которых он сопровождает, Линн Локнер (Кристин Скотт Томас), жена сенатора Соединённых Штатов, у которой роман с лоббистом. Когда лоббиста убивают, она втягивает Картера в расследование, ведущее к высшим уровням федерального правительства.

## В ролях
- Вуди Харрельсон — Картер Пейдж III
- Кристин Скотт Томас — Линн Локнер
- Лорен Бэколл — Натали Ван Митер
- Нед Битти — Джек Делориан
- Мориц Бляйбтрой — Эмек Йоглу
- Мэри Бет Хёрт — Крисси Морган
- Лили Томлин — Эбигейл Делориан
- Уиллем Дефо — сенатор Ларри Локнер
- Уильям Хоуп — Мунго Тенант

## Производство
Шрейдер закончил писать сценарий ещё в 2002 году. Изначально фильм должен был стать продолжением «Американского жиголо» с Джулианом Кей (которого играет Ричард Гир) в роли главного героя. Вначале режиссёр хотел, чтобы главную роль сыграл Кевин Клайн.

## Прием критиков
Фильм получил положительные отзывы во время премьерного показа на кинофестивалях в Берлине, Сиднее и Кембридже. Согласно агрегатору рецензий Rotten Tomatoes, фильм имеет рейтинг одобрения 52 %, основанный на 63 рецензиях со средней оценкой 5,3 / 10. На Metacritic фильм получил средний балл 51 из 100, основанный на 26 обзорах, указывающих на «смешанные или средние отзывы».